# Aleksandra Dziwińska
Aleksandra Dziwińska, po mężu Janiak (ur. 12 kwietnia 1991 w Konstantynowie Łódzkim) – polska koszykarka, występująca na pozycjach rozgrywającej lub rzucającej, obecnie zawodniczka Grota Lauer Pabianice.

## Osiągnięcia
Stan na 28 lutego 2021, na podstawie, o ile nie zaznaczono inaczej.
Klubowe
- Wicemistrzyni Polski:
  - 2011, 2012
  - juniorek starszych (2011)
- Brązowa medalistka:
  - I ligi kobiet (2019)
  - mistrzostw Polski juniorek starszych (2009)
- Awans do PLKK z JTC Pomarańczarnią MUKS Poznań (2015)

Indywidualne
- Zaliczona do I składu:
  - I ligi polskiej grupy B (2019)
  - mistrzostw Polski juniorek starszych (2011)
- Liderka sezonu zasadniczego I ligi w asystach (2019, 2021)

Reprezentacja
- Uczestniczka mistrzostw Europy:
  - U–18 (2008 – 8. miejsce)
  - U–16 (2007)